# Oman Investment Authority
Die Oman Investment Authority (OIA; arabisch جهاز الاستثمار العماني, DMG Ǧihāz al-Istiṯmār al-ʿUmānī) ist der Investmentarm des Sultanats Oman und wurde durch das königliche Dekret Nr. 61/2020 gegründet. Sie ist die Nachfolgerin des Oman Investment Funds (der wiederum dem Oman Oil Fund folgte) und dem State General Reserve Fund. Es handelt sich um einen Staatsfonds, der als autonome juristische Person mit vollständiger finanzieller und administrativer Unabhängigkeit agiert und direkt dem Ministerrat untersteht.
Per Ende 2024 verwaltete die OIA etwa 50 Milliarden USD an Vermögen.

## Geschichte
Die Oman Investment Authority (OIA) ist der Staatsfonds des Sultanats Oman und wurde durch das königliche Dekret Nr. 61/2020 im selben Jahr gegründet. Er übernahm die Vermögenswerte des Oman Investment Funds (OIF) und die des State General Reserve Fund (SGRF). Sein Hauptmandat umfasst die umsichtige Verwaltung der Gelder und Vermögenswerte des Sultanats Oman, mit einem strategischen Fokus auf die Optimierung der Renditen und die Umsetzung der Oman Vision 2040. Die OIA verwaltet ihr Vermögen über zwei verschiedene Fonds.
- Der Future Generations Fund (FGF), der die internationalen Vermögenswerte der OIA sowie Investitionen in öffentliche und private Märkte umfasst. Sein übergeordnetes Ziel ist die Sicherung der Reserven und Vermögenswerte des Landes und damit das finanzielle Wohlergehen künftiger Generationen.[2]
- Der National Development Fund (NDF), der speziell die wirtschaftliche Diversifizierung und das Wachstum ausgewählter Sektoren im Oman fördern soll. Er umfasst ein breites Spektrum an Vermögenswerten, darunter mehr als 160 Unternehmen, darunter Holdinggesellschaften, börsennotierte Unternehmen, private Direktinvestitionen und verschiedene Finanzinstrumente wie Anleihen, Wertpapiere, Sukuk (islamische Anleihen) und Einlagen.

## Mitgliedschaften
Sie ist Mitglied im International Forum of Sovereign Wealth Funds (IFSWF) und hat sich damit verbunden auch den Santiago-Prinzipien für angemessenes Handeln und ordentlicher Geschäftstätigkeit verschrieben.